# وورلی (آیداهو)
وورلی(به انگلیسی: Worley) شهری در شهرستان کوتنای ایالت آیداهو است که جمعیت آن در سرشماری سال ۲۰۱۰ میلادی ۲۵۷ نفر بوده است.